# Witynie
Witynie – wieś w Polsce położona w województwie podlaskim, w powiecie łomżyńskim, w gminie Jedwabne.
Wierni kościoła rzymskokatolickiego należą do parafii św. Jakuba Apostoła w Jedwabnem.

## Historia
W źródłach pojawia się w 1577 r. jako Witinie. W 1577 r. wieś leżała w powiecie wiskim, ziemi wiskiej województwa mazowieckiego. Prywatna wieś szlachecka położona była w drugiej połowie XVI wieku w powiecie wiskim ziemi wiskiej województwa mazowieckiego.
Miała powierzchnie 5,5 włóki, w tym 1 należał do szlachty zagrodowej.
W 1827 r. wieś stanowiła własność mieszaną, szlachecką i włościańską, licząc 13 domów z 86 mieszkańcami.
W 1871 r. prócz wsi Witynie, mającej 16 osad i 50 mórg, funkcjonował folwark Witynie Pyziołki, mający 704 morgi ziemi ornej, 460 mórg ogrodów, 64 morgi łąk i 168 mórg lasu, 14 budynków drewnianych i 6 murowanych. Istniał tu piec wapienny gdzie wypalano wydobywane w pobliżu wapno i torf.
W latach 1921–1939 były to dwie wsie. Witynie Włościańskie i Witynie Szlacheckie. Leżały w województwie białostockim, w powiecie kolneńskim, w gminie Jedwabne.
Według Powszechnego Spisu Ludności z 1921 roku zamieszkiwało:
- Witynie Włościańskie – 50 osób w 10 budynkach.
- Witynie Szlacheckie – 133 osoby w 25 budynkach[9]

Miejscowości należały do parafii rzymskokatolickiej w Jedwabnem. Podlegały pod Sąd Grodzki w Stawiskach i Okręgowy w Łomży; właściwy urząd pocztowy mieścił się w Jedwabnem.
W wyniku napaści ZSRR na Polskę we wrześniu 1939 miejscowość znalazła się pod okupacją sowiecką. 2 listopada została włączona do Białoruskiej SRR. 4 grudnia 1939 włączona do nowo utworzonego obwodu białostockiego. Od czerwca 1941 roku pod okupacją niemiecką. 22 lipca 1941 r. włączona w skład okręgu białostockiego III Rzeszy.
W latach 1975–1998 miejscowość administracyjnie należała do województwa łomżyńskiego.